# Molekularer Propeller

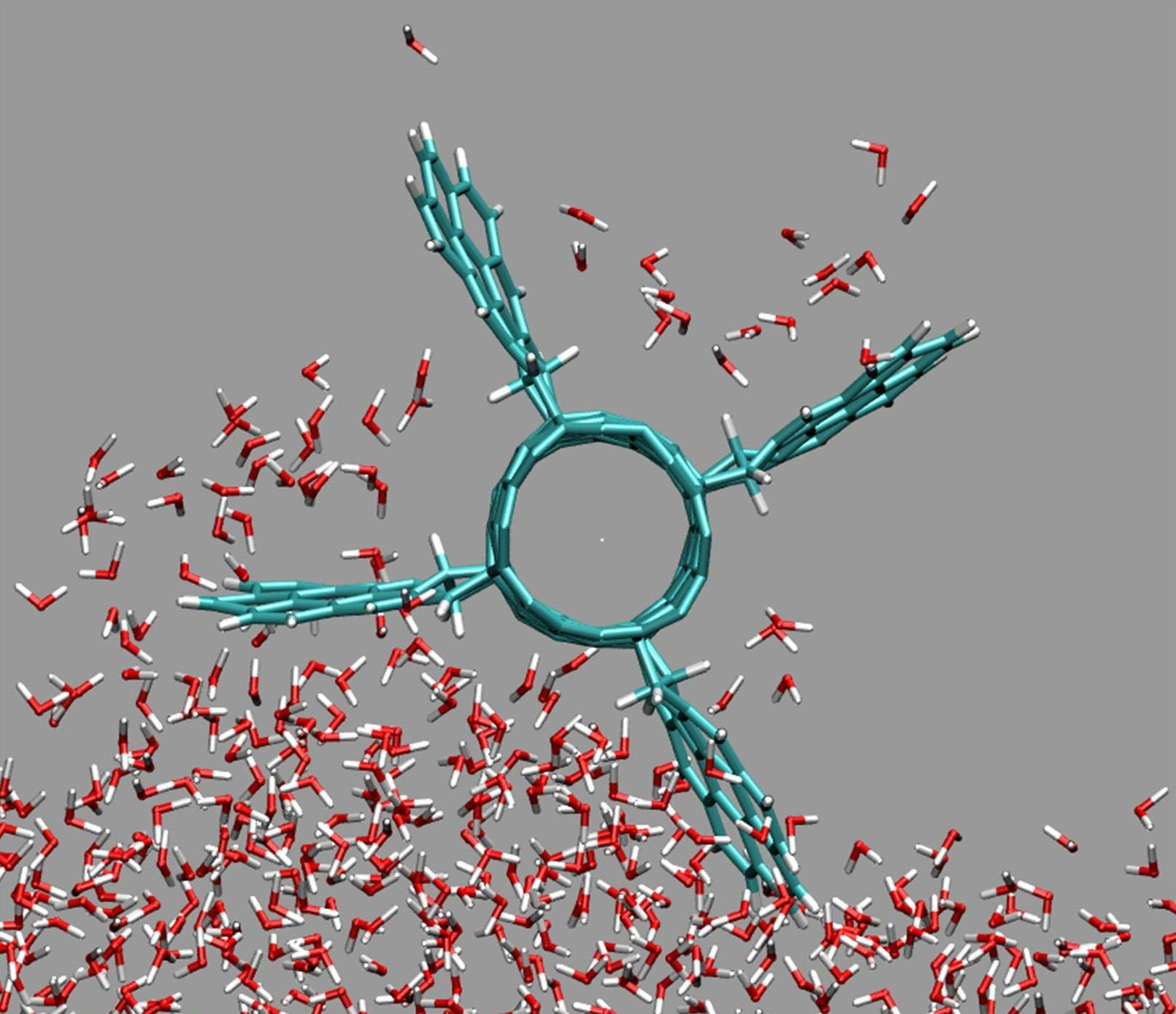
Ein molekularer Propeller als Wasserpumpe

Ein molekularer Propeller ist ein Molekül, das aufgrund seiner speziellen Form Flüssigkeiten vorwärtstreiben kann, wenn es rotiert, da es in Analogie zu makroskopischen Propellern konstruiert wurde. Er besteht aus molekülgroßen, in einem bestimmten Winkel um einen Schaft angeordneten Flügeln, so dass sich eine Rotationsachse bildet.
Der von Petr Král, University of Illinois at Chicago, entworfene Propeller besteht aus planaren aromatischen Molekülen als Flügeln, während ein Kohlenstoff-Nanorohr den Schaft bildet.
Moleküldynamische Simulationen (siehe auch molecular Modelling) zeigen, dass diese Propeller als effiziente Pumpen dienen können, sowohl in der Tiefe, als auch an der Oberfläche der Flüssigkeit. Die Wirksamkeit des Pumpens hängt von den Wechselwirkungen zwischen Flügeln und der Flüssigkeit ab. Propeller, deren Flügel aufgrund ihrer geringen Polarität hydrophob sind, pumpen gut. Bei hydrophilen Flügeln bilden die Wassermoleküle Wasserstoffbrücken mit den Atomen der polaren Flügel. Diese können den Wasserfluss um die Flügel herum blockieren und den Pumpprozess verlangsamen.

## Funktion
Molekulare Propeller können durch molekulare Motoren entweder chemisch oder biologisch, mit Licht oder elektrisch angetrieben werden, oder mit Ratschen-ähnlichen Mechanismen. In der Natur sind molekulare Motoren realisiert, wie beispielsweise Myosin, Kinesin und ATP-Synthase.
Zum Beispiel können molekulare Rotationsmotoren, die sich an den protein-basierten Enden (Geißeln oder Flagella) der Bakterien befinden, diese vorwärtsbewegen.

## Anwendung
In ähnlicher Weise kann die Gesamtstruktur aus einem molekularen Propeller und einem molekularen Motor eine molekulare Maschine bilden, die Flüssigkeiten pumpen kann. Weitere Anwendungen dieser Nanosysteme reichen von analytischen Hilfsmitteln für Chemie und Physik, z. B. in der Arzneimittelsynthese und Gentherapie, und Nanotechniken (Labor auf einem Chip) bis zu winzigen Nanorobotern, die zur Durchführung verschiedener Aktivitäten im Nanobereich verwendet werden.